# 道格拉斯·卡斯維爾

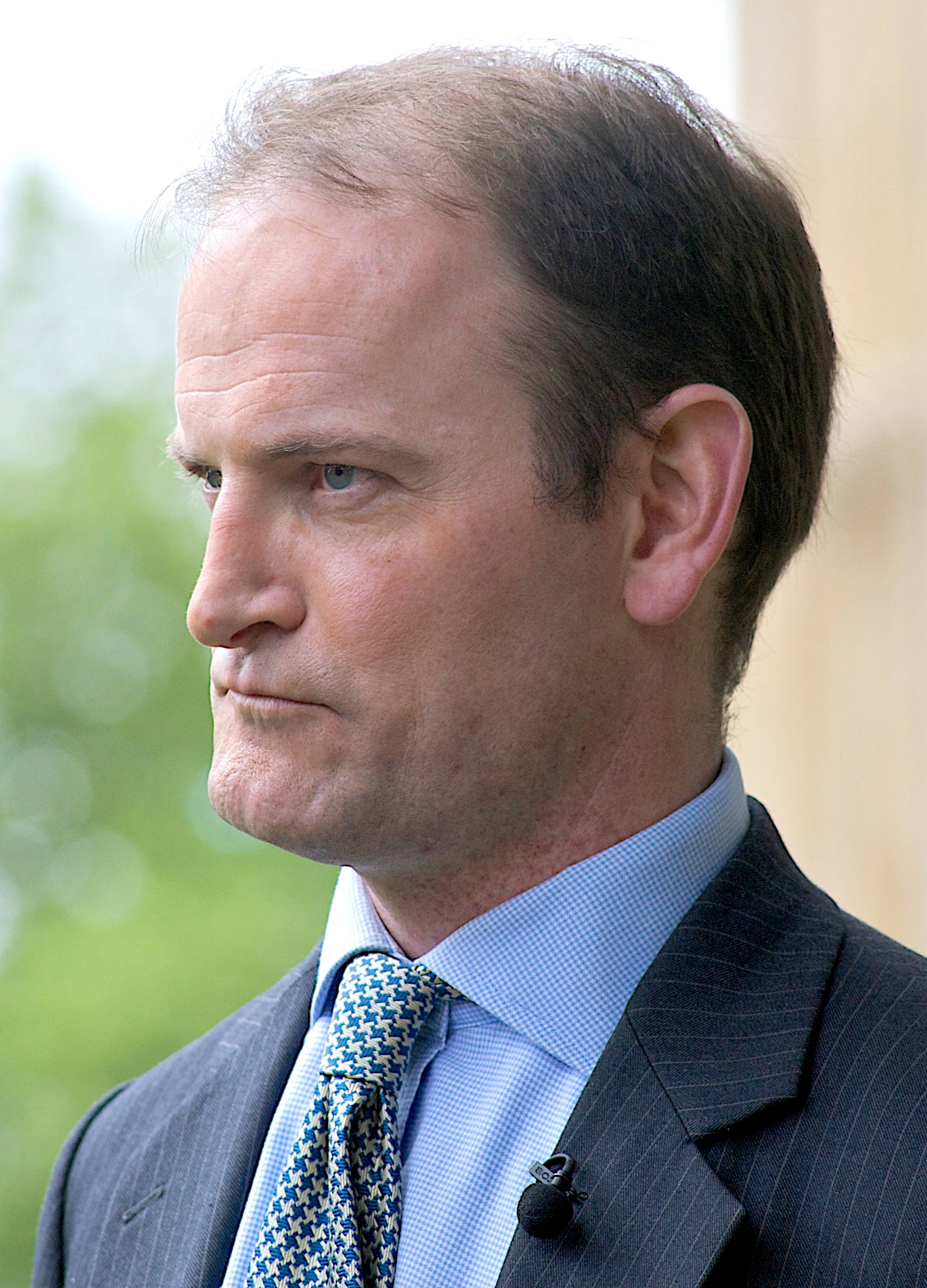

道格拉斯·卡斯維爾（英語：Douglas Carswell，1971年5月3日—）是英國的一位政治人物，他在2005年當選哈里奇選區議員，2010年改為擔任克拉克頓選區議員。他曾經是一位保守黨黨員，但在2014年轉投英國獨立黨，成為獨立黨的首位國會議員。
2017年3月26日，卡斯韋爾宣布退出英國獨立黨，同年卸任議員。